# Донауштадион
Донауштадион — многоцелевой стадион в городе Ульм, Германия. В настоящее время он используется в основном для проведения футбольных матчей и является домашним стадионом команды Ульм 1846. Вмещает 19 500 человек.
В 1999 году была построена новая трибуна, заполнившая последний свободный промежуток бывшей подковообразной площадки. Эта полностью сидячая трибуна стала первой трибуной для некурящих на профессиональном футбольном стадионе в Германии.